# Växelsång
Växelsång innebär att versrader eller strofer i en sång sjungs växelvis mellan enstaka sångare eller grupper av sångare, till exempel två körer eller körhalvor mot varandra, så kallad "antifonal sång". Växelsång kan också sjungas av en solist eller försångare och en kör, så kallad "responsorial sång" eller mellan olika grupper inom församlingssång, så kallad "alternatim".